# Tempio ed ex convento di Sant'Agostino
Il Tempio e l'ex convento di Sant'Agostino, è uno dei monumenti storici più importanti del Messico, si trova ad Acolman, nella Valle del Messico. Oggi ospita il Museo del viceré Acolman, gestito dall'Istituto Nazionale di Antropologia e Storia ed è visitato dai turisti durante tutto l'anno, grazie alla sua vicinanza ai resti archeologici di Teotihuacan.

## Storia
La sua costruzione iniziò tra 1524 e 1529 per opera di frate Andrés de Olomos e fu a carico dell'Ordine dei frati minori. Il complesso fu ceduto agli agostiniani nel 1536, che lo portarono alle sue attuali dimensioni verso il 1560. L'origine è rammentata in un'iscrizione sul portale.
Secolorizzato nel XVII secolo, fu abbandonato definitivamente nel 1772 dopo un'inondazione alta due metri che l'allagò. Fu dichiarato monumento storico nel 1933 e si intervenne per rendere il sito accessibile, nel 1945, con la costruzione di una rampa.

## Architettura
È un esempio del complesso conventuale tradizionale di tempio, cortile e chiostro, secondo lo schema tipico dei conventi degli ordini mendicanti del XVI secolo. Il portale è un esempio di stile plateresco classico, con colonnette e decorazione ispirate al Rinascimento italiano.